# Колесников, Антон Андреевич
Анто́н Андре́евич Коле́сников (род. 15 ноября 1983, Москва, СССР) — российский актёр театра, кино и дубляжа, наиболее известен по ролям в детском юмористическом киножурнале «Ералаш», сериалах «Дружная семейка» и «Простые истины» и озвучиванию мультсериала «Гравити Фолз».

## Биография
Родился 15 ноября 1983 года в Москве.
Учился в педагогическом колледже.
В 2009 году был ведущим программы о компьютерных играх "Zoom" на телеканале "Муз-ТВ" под псевдонимом Федя Мега Драйв
В 2010 году окончил актёрский факультет Института современного искусства (мастерская В. Комратова).
С 2011 года — артист Московского драматического театра «Бенефис».
В 2013 году стал актёром Московского драматического театра имени Ермоловой.

## Фильмография
| Год       |    | Название                                                                       | Роль                                              |
| --------- | -- | ------------------------------------------------------------------------------ | ------------------------------------------------- |
| 1997      | ф  | Новогодняя история                                                             | Ваня                                              |
| 1999—2003 | с  | Простые истины                                                                 | Максим Новиков из 6 «А»                           |
| 1999      | ф  | Поклонник                                                                      | Толик                                             |
| 2002      | с  | Сыщик с плохим характером                                                      | Имя персонажа не указано                          |
| 2003      | с  | Трое против всех 2                                                             | Лёша Власов                                       |
| 2003—2005 | с  | Дружная семейка                                                                | Антон Потыкаев                                    |
| 2006      | с  | Весела хата                                                                    | Имя персонажа не указано                          |
| 2008      | ф  | Русичи                                                                         | Горяй                                             |
| 2009      | с  | Хозяйка тайги. Фильм 4 «Дельта»                                                | Тимоха                                            |
| 2011      | с  | Кумовские байки                                                                | Антон Орлов, студент                              |
| 2011      | с  | Знахарь 2: Охота без правил                                                    | Макар                                             |
| 2011      | с  | СМЕРШ. Легенда для предателя                                                   | Тармо, уголовник, выполняющий поручения Анастасии |
| 2012      | тф | Тайны дворцовых переворотов. Россия, век XVIII-ый. Фильм 8. Охота на принцессу | агент тайной канцелярии Ушакова                   |
| 2012      | с  | Дикий-3. Фильм 11 «Ромео и Джульетта»                                          | Кирилл, фокусник                                  |
| 2013      | с  | Моими глазами                                                                  | Глаза                                             |
| 2013      | с  | Любит не любит                                                                 | Имя персонажа не указано                          |
| 2015      | с  | Рая знает                                                                      | Серёга Конь, таксист                              |
| 2016      | с  | Таинственная страсть                                                           | комсорг                                           |
| 2016      | ф  | Алмазы Сталина                                                                 | Имя персонажа не указано                          |
| 2017      | ф  | Танцы насмерть                                                                 | оператор центра управления полётами               |
| 2017      | с  | Победители                                                                     | Осип Сильвестрович Гриштер, управляющий           |
| 2018      | с  | Новый человек                                                                  | Лёшик, адепт учения «Новый человек»               |
| 2019      | ф  | Дикая лига                                                                     | Шнырь                                             |
| 2019      | с  | Фантом                                                                         | Здрасти, пациент психбольницы                     |
| 2020      | ф  | Гардемарины 1787. Мир                                                          | толмач                                            |
| 2020      | с  | Фитнес-4                                                                       | Павел (4 серия)                                   |
| 2021      | с  | Света с того света-2                                                           | охотник                                           |
| 2021      | с  | Почка                                                                          | нарколог                                          |
| 2021      | ф  | Добро пожаловать в семью                                                       | бармен                                            |
| 2022      | ф  | ШКЛТ                                                                           | Зомбозел (6 Серия)                                |
| 2023      | ф  | Гардемарины 1787. Война                                                        | толмач                                            |

### Участие в журнале «Ералаш»
- 1998 — «Хорошие манеры» (выпуск 125, эпизод 2)
- 1998 — «Помощник» (выпуск 127, эпизод 2)
- 1998 — «Перчатка» (выпуск 128, эпизод 1)
- 1999 — «Выручи меня!» (выпуск 136, эпизод 3)
- 2001 — «Манекен» (выпуск 145, эпизод 3)

## Озвучивание
- 2023 — Живой гараж — Диз, Мозго
- 2022 — Дракошия — Тоша
- 2019—н.в. — Любовь. Смерть. Роботы — K-VRC[источник не указан 312 дней]
- 2019—н.в. — Лекс и Плу: Космические таксисты — Броненосец Хопс
- 2019 — Фееринки — Эклер, Второстепенные мужские роли
- 2017 — Джинглики — Ваня
- 2015—2016 — Защитники — Бак
- 2015—2016 — 10 друзей Кролика — Баран
- 2014—2016 — Пузыри — Тен (с серии «Игромания»)
- 2013 — Чебурашка — Учитель

## Театральные работы
- «Игроки» Н. В. Гоголя. Режиссёр-постановщик: Олег Меньшиков, режиссёр: Галина Дубовская — Замухрышкин[2]
- «Портрет Дориана Грея» Оскара Уайльда в переводе Марии Абкиной. Режиссёр-постановщик: Александр Созонов — Алан Кэмпбел[3]
- «Гамлет» Уильяма Шекспира в переводе Андрея Чернова. Режиссёр-постановщик: Валерий Саркисов — Первый актёр[4]
- «Из пустоты…» (восемь поэтов). Худрук: Олег Меньшиков, автор композиции: Антонина Кузнецова[5]
- «Безымянная звезда» Михаила Себастьяна. Режиссёр: Вильма Кутавичуте — Начальник станции[6]
- «Процесс» Франца Кафки в переводе Риты Райт-Ковалевой. Сценическая редакция и режиссура: Алексей Левинский — Йозеф К.[7]